# Il ragù con la guerra
Il ragù con la guerra è un album di inediti uscito nel 2005 scritto e prodotto da Nino D'Angelo. Un disco ricco di contaminazioni che prosegue il percorso di ricerca etnica e di sonorità mediterranee intrapreso dall'artista dal 1997, ispirato dalla musica di Peter Gabriel.
Produzione artistica e arrangiamenti di Nuccio Tortora.

## Tracce
1. Suonno - (N.D'Angelo)
2. Odio e Lacreme - (N.D'Angelo)
3. L'incertezza - (N.D'Angelo)
4. Brava Gente - (N.D'Angelo-C.Tortora-N.D'Angelo)
5. Bella - (N.D'Angelo)
6. Sto ‘nmano a te - (N.D'Angelo)
7. St'ammore - (N.D'Angelo-A.Venosa)
8. ‘O mericano - (N.D'Angelo)
9. L'eroe - (N.D'Angelo)
10. Femmena e mò - (N.D'Angelo)
11. Fatt'astregnere - (N.D'Angelo)